# Chris Goss

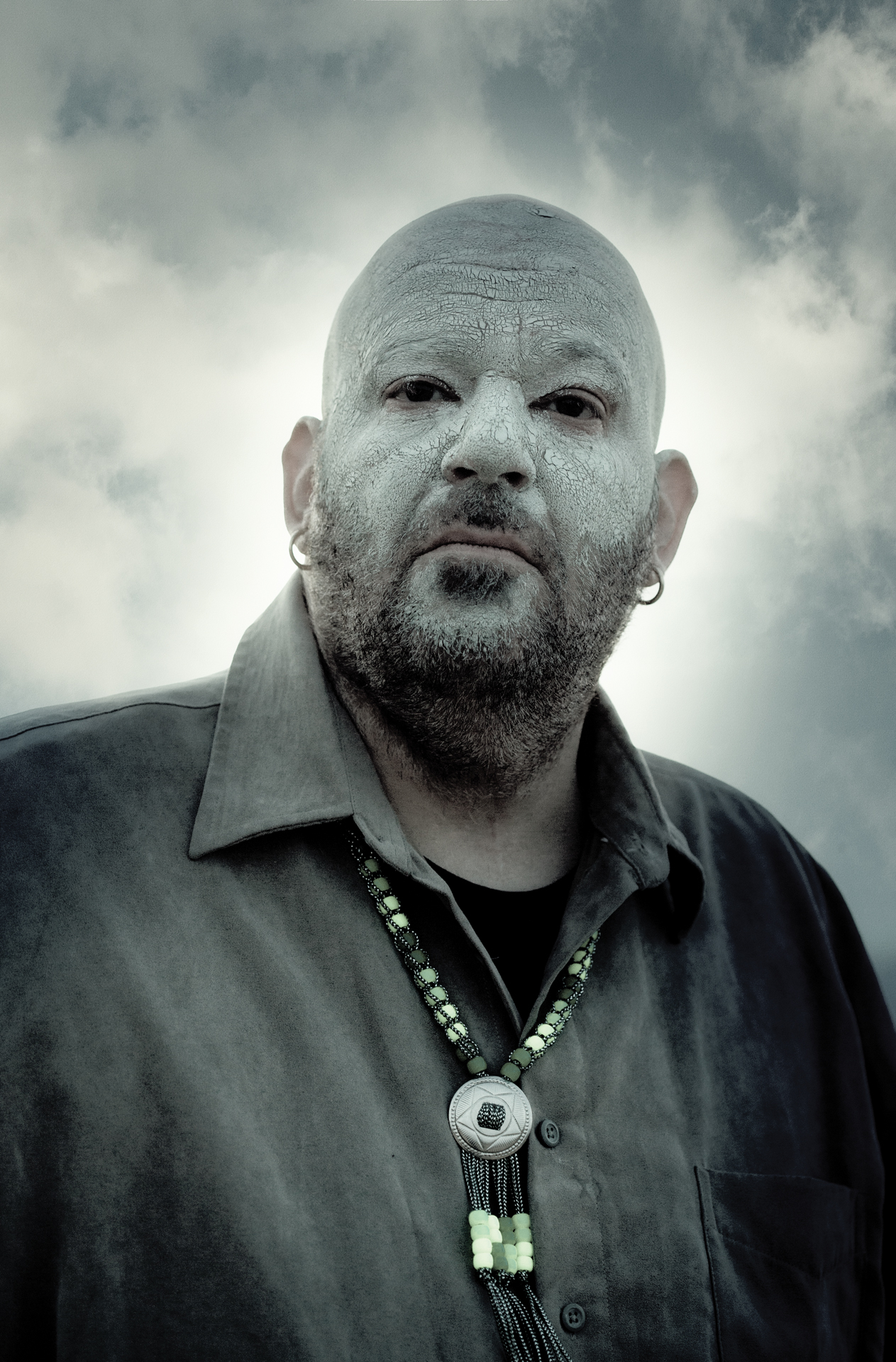
Imagem de Chris Goss.

Chris Goss é um músico e produtor americano, que é conhecido por seus trabalhos com bandas como o Kyuss e o Queens of the Stone Age. É responsável pela sonoridade crua e pesada do stoner rock nos primeiros álbuns do Kyuss. E também vocalista e guitarrista da banda Masters of Reality e mais recente, da banda Goon Moon.

## Artistas que produziu e foi co-produtor
- Kyuss
- The Eighties Matchbox B-Line Disaster
- The Flys
- Masters of Reality
- Nebula
- Melissa Auf der Maur
- Queens of the Stone Age
- Soulwax
- Slo Burn

## Álbuns em que participa
- Screaming Trees - Dust (1996)
- Queens of the Stone Age - Queens of the Stone Age (1998)
- Ian Astbury - Spirit\Light\Speed (2000)
- Mondo Generator - Cocaine Rodeo (2000)
- Queens of the Stone Age - Rated R (2000)
- Queens of the Stone Age - Songs For The Deaf (2002)
- The Desert Sessions - Vol. 9&10 (2003)
- Mark Lanegan Band - Here Comes That Weird Chill (2003)
- Melissa Auf der Maur - Auf der Maur (2004)
- Gong Moon - I Got a Brand New Egg-Laying Machine (2005)
- Queens of the Stone Age - Lullabies To Paralyze (2005)
- Queens of the Stone Age - Era Vulgaris (2007)

-E obviamente, o músico tocou em todos os álbuns do Masters of Reality.